# Lola T282
Chronologie des modèles ([[]] - [[]])
Lola T280 Lola T284
La Lola T282 est une voiture de course développée par Lola Cars pour courir dans la catégorie Groupe 5 de la fédération internationale de l'automobile.

## Aspects techniques
Elle possède un châssis en aluminium.

## Histoire en compétition
Elle est engagée en compétition pour la première, à l'occasion des 24 Heures de Daytona 1973,.
Elle est fabriquée en un seul exemplaire.